# Antonio Brusi Mirabent
Antonio María Brusi Mirabent (Barcelona, 1782-Barcelona, 1821) fue un impresor, empresario y periodista español.

## Biografía
Durante la Guerra de la Independencia se alistó con las tropas que luchaban contra los ejércitos de Napoleón Bonaparte y se encargó de la edición de la Gaceta Militar y Política del Principado de Cataluña, que imprimía donde podía (en Barcelona, Tarragona y Palma de Mallorca). Por sus servicios, el 28 de octubre de 1809 la Junta Suprema Central le concedió la edición del Diario de Barcelona, que durante la ocupación francesa habían controlado los afrancesados. Volvió a editar el diario a partir de 1814. En 1820 fue el primer impresor en introducir en España la litografía, por privilegio de su inventor, Aloys Senefelder. La redacción del diario tuvo continuidad en su hijo Antonio Brusi y Ferrer.